# Flottatjärnen, Västergötland
Flottatjärnen är en sjö i Bollebygds kommun i Västergötland och ingår i Göta älvs huvudavrinningsområde.